# Refojos de Basto
Refojos de Basto ist ein Ort und eine ehemalige Gemeinde (Freguesia) im Norden Portugals.

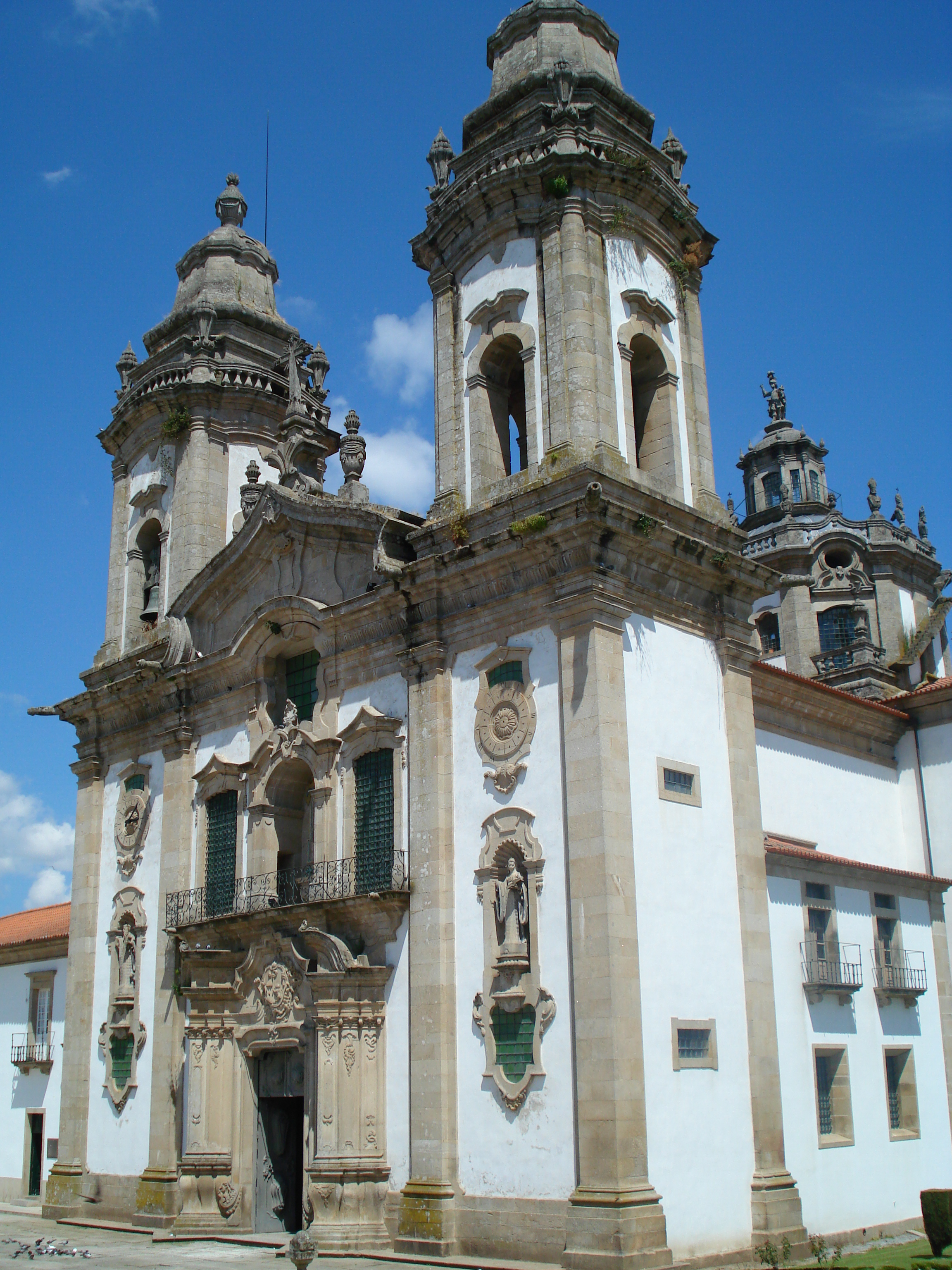
Mosteiro de São Miguel de Refojos de Basto

Refojos de Basto gehört zum Kreis Cabeceiras de Basto im Distrikt Braga. Die Gemeinde hatte eine Fläche von 14 km² und 4677 Einwohner (Stand 30. Juni 2011).
Am 29. September 2013 wurden die Gemeinden Refojos de Basto, Outeiro und Painzela zur neuen Gemeinde União das Freguesias de Refojos de Basto, Outeiro e Painzela zusammengeschlossen. Refojos de Basto ist Sitz dieser neu gebildeten Gemeinde.

## Bauwerke
- Mosteiro de São Miguel de Refojos de Basto
- Pelourinho de Cabeceiras de Basto oder Pelourinho de Refojos de Basto, Schandpfahl